# Szegedi Gergely (pálos szerzetes)
Szegedi Gergely (15. század – 1536 után) pálos szerzetes.

## Életútja
1500-tól 1502-ig kalocsai székesegyházi főesperes és kanonok, 1502-ben a pálos rend tagja volt. 1510 és 1513 között a váradi székeskáptalan őrkanonokja, majd 1521 és 1536 a csanádi székeskáptalani kanonokjaként szolgált. További sorsa ismeretlen.